# Shatarupa
Shatarupa (« celle aux mille formes ») est une déesse hindoue, fille du dieu Brahma. Elle est parfois assimilée à Sarasvati
De Manu, elle a engendré la déesse Prasuti.

## Légende des têtes de Brahma
Elle est associée aux cinq têtes de Brahma.
Lorsqu'il était en train de créer l'univers, Brahmā engendra Shatarupa, celle aux cent formes superbes, également nommée Sarasvati. Brahma en tomba immédiatement amoureux. Shatarupa se déplaça alors dans de nombreuses directions pour éviter son regard insistant. Mais, où qu'elle allât, Brahma se créait une tête pour pouvoir continuer à la voir. À la fin, il en eut cinq, une pour chaque direction cardinale et une pour regarder au-dessus. 